# Xenoschesis gracilis
Xenoschesis gracilis är en stekelart som beskrevs av Joseph Augustine Cushman 1915. Xenoschesis gracilis ingår i släktet Xenoschesis och familjen brokparasitsteklar. Inga underarter finns listade i Catalogue of Life.